# 崩埤戰役
崩埤戰役，又稱邦碑戰役或枋埤戰役，戴潮春事件系列戰役之一，起於同治元年（1862年）農曆四月九日起至五月九日間，戰場在今日台南市後壁區崩埤、崁頂周遭。
當時響應戴潮春的民團紅旗軍圍攻嘉義縣城，清朝台灣鎮總兵林向榮率領清軍主力從台灣府城準備北上解救，進軍至八掌溪南岸的崩埤就地立下大營，與戴彩龍、陳弄、嚴辦等人所率的紅旗軍隔溪對峙，期間雙方互有勝負。然而清軍在白沙墩的糧道被截斷後，陷入斷糧危機，甚至周圍村落紛紛舉紅旗抗清，清軍陷入孤立的局面。紅旗軍在五月五日擊敗前來救援的清軍援軍，並奪取大量糧食和軍餉後，崩埤大營的清軍主力士氣重挫，被迫在夜中冒著風雨突圍，最終在紅旗軍追擊下演變成潰敗。清軍林向榮失去大量軍械，敗逃回鹽水港收整。這場大敗，不僅讓清軍損失慘重，也讓台南地區親官府的城鎮民心一度動搖。
在今日後壁區古戰場附近的崁頂勸善堂年年舉辦「後壁崁頂放火馬」的民俗文化，不僅該活動已傳承一百六十年餘年之久，還被台南市政府選入「無形文化資產」，傳說其舉辦原因之一就是為了撫慰當年戰場上陣亡官兵亡靈們。

## 背景
隨著太平天國事件爆發，清廷為了平定亂事，財政經濟發生困難，中央政府要給臺灣府的官銀撥款遲遲未下來，使臺灣官兵遲遲未發餉。為了解決財政拮据，咸豐十一年（1861年）臺灣最高長官臺灣道孔昭慈在台增設釐金局，開始跟百姓開徵釐金。對於政府把財政問題轉嫁給民間的作法，引起臺灣郊商和百姓強烈不滿，認為這是官員貪污和對百姓的剝削，在同年夏季發起罷市進行抗議，民間歌仔《相龍年一歌詩》與《辛酉一歌詩》描述了當時百姓對孔昭慈批評和厭惡。
隨著清廷調動台灣軍事力量和地方團練前去征討太平天國，使中臺灣官府和親清地方力量下降，形成當地權力中空。對官府不滿的民眾情緒也持續累積，衍生出民眾聚眾抗爭，加劇當地治安和秩序混亂。聚眾會黨的戴潮春成為官府主要治平對象，當臺灣道孔昭慈帶兵前往彰化縣剿匪時，戴潮春豎紅旗以抗官，在同治元年（1862年）三月爆發戴潮春事件，捲襲中台灣。這次事件因原本地方鄉族之間爭奪水利、土地等資源產生的對立，以及各大族私人武力水火不融的對峙，在與官府合作入盟的豎白旗的關係上，再加遽本次民變動亂的規模和複雜性。然而在戴潮春陣營中，戴潮春本人相對其他地方領袖，並沒有決定性影響力，僅被各派擁為反叛軍紅旗軍的首領。
在攻陷彰化縣城後，紅旗軍決議繼續南下擴張，並讓「二路副元帥」戴彩龍和「兵馬元帥」陳弄等人進攻嘉義。戴彩龍，在〈辛酉年一歌詩〉中記為戴振龍，他可能是戴潮春宗族之一。而在嘉義，當地嚴辦、何萬、呂梓等人在打貓聚眾舉兵響應，他們結連紅旗軍，聲勢浩大，使嘉義山線各處地方勢力不約而同都立起反旗，遍地皆起難以數指，嘉義縣城更是陷入紅旗軍的圍城之中，爆發第一次嘉義圍城戰。

## 戰前

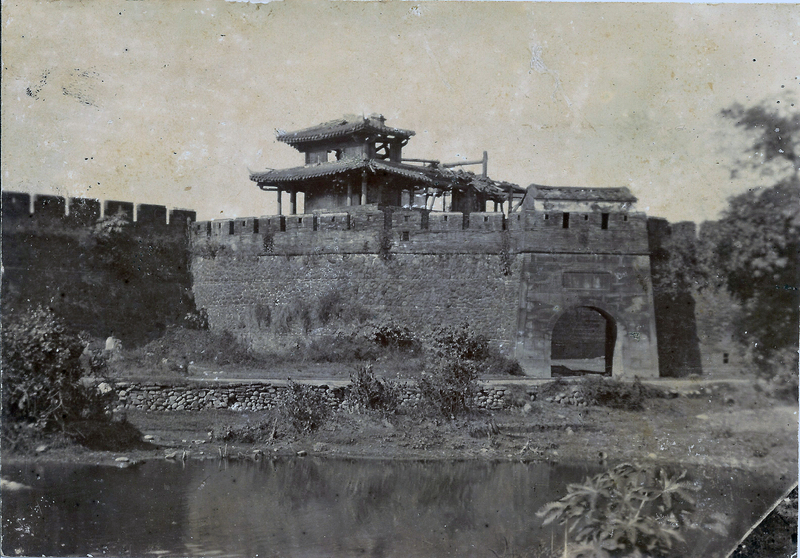
清軍林向榮率軍北上的原因之一，就是要解救被紅旗軍圍攻的嘉義縣城。圖為1910年代的嘉義縣城遺跡。

隨著彰化縣城淪陷和清廷臺灣最高首長臺灣道孔昭慈兵敗自殺的消息傳回臺灣府城，留守的臺灣鎮總兵林向榮連忙動員準備平亂。三月二十四日在府城特別成立軍事機構「臺灣籌防總局道府」或稱「籌防總局」來因應處理戴潮春事件。

### 進軍
四月初六或初七，臺灣鎮總兵林向榮率3000兵勇和一些地方民團離開駐地開拔，命都司陳寶三為總帶，自府城北上馳援。林向榮率全軍北上經過茅港尾、鹽水港一路進軍至八掌溪南岸，因紅旗軍佔據八掌溪北岸，於是清軍前鋒在四月九日來到南岸崩埤，林向榮隨即命人在崩埤建立五個大營互為犄角，與敵軍對峙，相持在八掌溪交界。關於清軍從台南開拔的時間，主要史料如林豪的《東瀛紀事》認為是四月初七從全軍開拔，九日到崩埤，吳德功《戴案紀略》延續林豪的記載，蔡青筠的《戴案紀略》沒提開拔日期，但同樣也提到九日到崩埤。然而清代文獻所整備的《臺灣通志》卻提到清軍是在四月初六從台南軍營離開，到四月二十四日才到崩埤。
而在知道清軍主力北上的動向後，紅旗軍主力停止了繼續圍攻嘉義城，開始從嘉義城外圍撤出，南下於南靖、後寮集結。

### 軍隊
清廷在台灣的軍事力量除了平埔族的番屯外，最重要的就是臺灣的綠營兵。自從嘉慶十年（1805年）以後，臺灣綠營戰力大幅下降，戰力參差不齊，因為清廷治台政策，這些綠營兵全來自福建地區三年輪調的班兵，臺灣本土漢人是無法入伍的。儘管福建漳州府、泉州府的綠營兵相當剽悍，但清廷為了防止福建綠營兵涉入台灣漳泉械鬥，都用非漳、泉兩府的士兵輪調，不僅這些外地綠營兵相比本土紅旗軍更不熟悉台灣當地地形，士兵們也跟臺灣當地百姓沒有移民地緣、語言之關聯，而其他福建州府的兵又贏弱，這都降低了清軍戰力。
在清軍動員之下，台灣鎮總兵林向榮所集結的正規軍為全台綠營兵力的四分之一左右，是臺灣府城的精銳，民間歌仔《辛酉一歌詩》提到林向榮的軍隊「人上多，點過精」，顯示這支正規軍是精銳盡出。清軍的地方民團計有水底寮（今屏東枋寮）頭人林有才、王飛琥、麻豆李毅豪（又名李大舍）等，其中水底寮林有才繼承其父母林萬掌和林李招的勢力，旗下有不少排灣族的勇士。

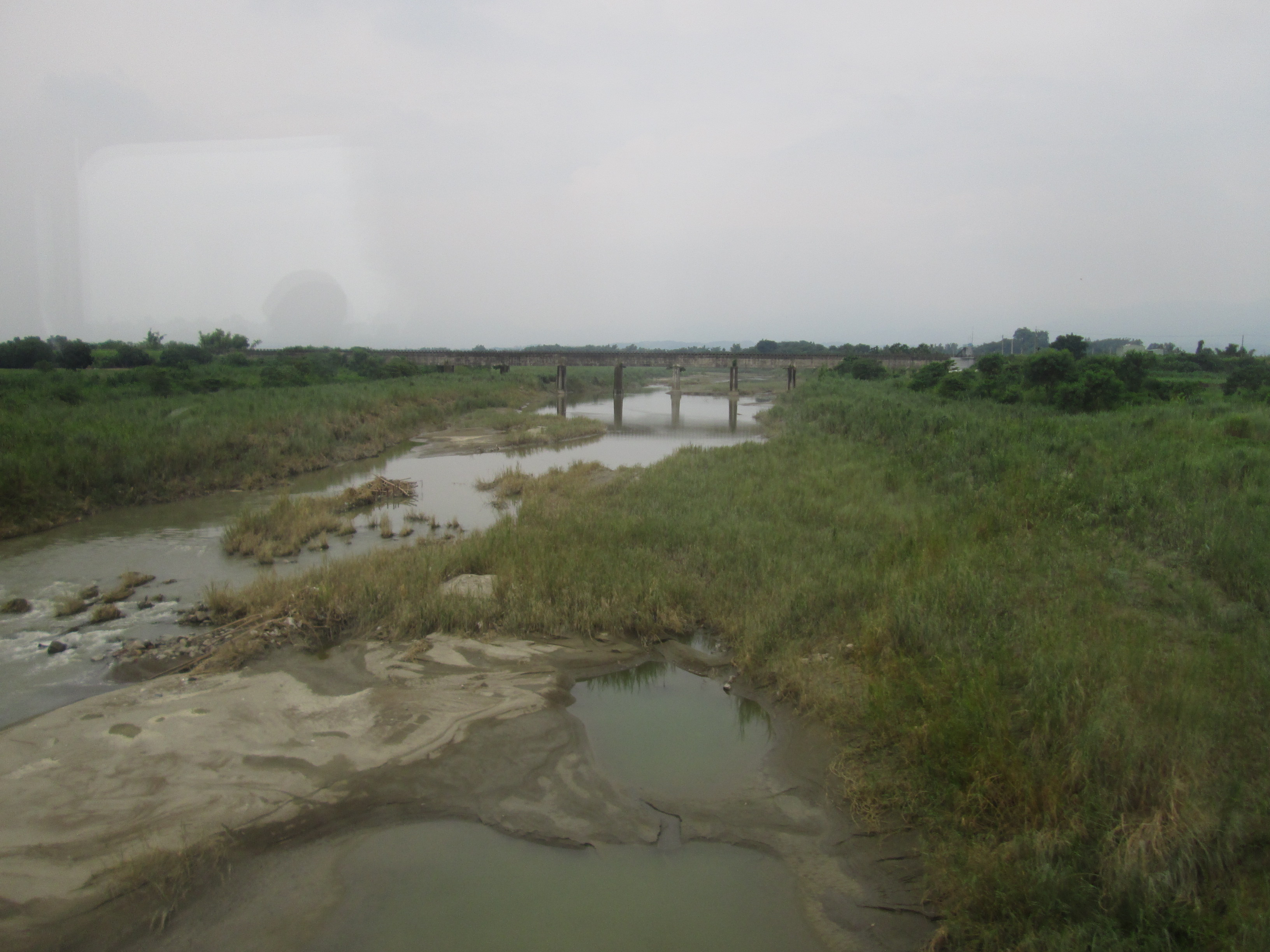
八掌溪景，嘉義水上鄉、台南後壁區交界的河流，崩埤戰役兩軍沿河對峙。

另一方面雙方都有地方民團參與，尤其是紅旗軍都是由地方民團組成。這些地方民團，不僅因為多年械鬥習於用武，武器上因為臺灣槍枝氾濫而善用火器，與清軍正規軍相同都使用鳥銃，雙方差異僅是裝備比例。紅旗軍方面，有台灣中部紅旗軍南下的戴彩龍、陳弄、賴阿矮、黃山虎等諸部，以及嘉義地方勢力牛朝山嚴辦（又說是笨港新南港人）、柳仔林黃豬羔、大崙呂梓等部，王新婦的部眾也可能來自嘉義北社尾，因此計紅旗軍共有萬餘人。儘管清軍主要是正規軍組成，單兵的裝備和訓練都高於紅旗軍，但在數量上卻是完全劣勢，情勢對清兵相當不利。

### 戰場
崩埤位於八掌溪南岸，相對於溪邊河床地勢較高，在一些史料中記為「邦碑」或「枋埤」，皆為台語轉譯不同漢字而來。清軍來到此地後便開始堆起防禦措施，建立土營。紅旗軍主力駐紮在八掌溪對面的南靖、後寮一帶。
八掌溪在這裡有兩個渡口，皆在崩埤東方。最靠近崩埤的是水堀頭渡口，從溪北水堀頭（今日水上鄉治所）渡溪到下茄苳，但溪北的水堀頭黃豬已投向紅旗軍而不通，另一條靠山線從柳仔林渡溪經過店仔口的要道，也隨著店仔口吳志高舉紅旗而落入紅旗軍手中，紅旗軍還派盧大鼻領大股部隊鎮守店仔口。溪南的下茄苳則是清代重要的軍事要地，自古是「下茄苳汛」所在，除了這設有兵營以外，還設有多間官糧糧倉和軍事倉凜。然而不知為何清軍主將林向榮沒有佔據這裡，可能當地居民已倒向紅旗軍。在民間歌仔中提到「大營給伊 呂仔主、吳仔墻來佔去」，代表紅旗軍呂梓和店仔口吳志高的部隊在清軍到來之前便佔據了「大營」，不清楚這裡指的「大營」為何處，可能指的是「下茄苳汛大營」或是店仔口。當臺灣鎮總兵林向榮率兵來到八掌溪南，因失去了「大營」而被迫在鄰近的崩埤建立土營。

## 戰役過程

### 隔溪對峙
戴潮春事件的擴散就是台灣各地豪族之間的聯庄集團的對抗，在嘉義八掌溪以北是響應紅旗的漳州系聯庄較占優勢，八掌溪以南則少見有附和的聯庄集團，因此紅旗軍勢力很難越過八掌溪繼續南下，清軍也只能與紅旗軍隔著八掌溪與其對峙，雙方基本以八掌溪為界。起初清軍在八掌溪交界與紅旗軍各有勝負。隨著官兵在八掌溪畔與反抗軍相持後，其他各地紅旗軍不斷增援，集結部隊日益增多，清軍只得被動防守大營。根據民間歌仔，戴彩龍、嚴辦、陳弄向清軍崩埤大營發動猛烈圍攻，但毫無進展。

### 白沙墩戰鬥

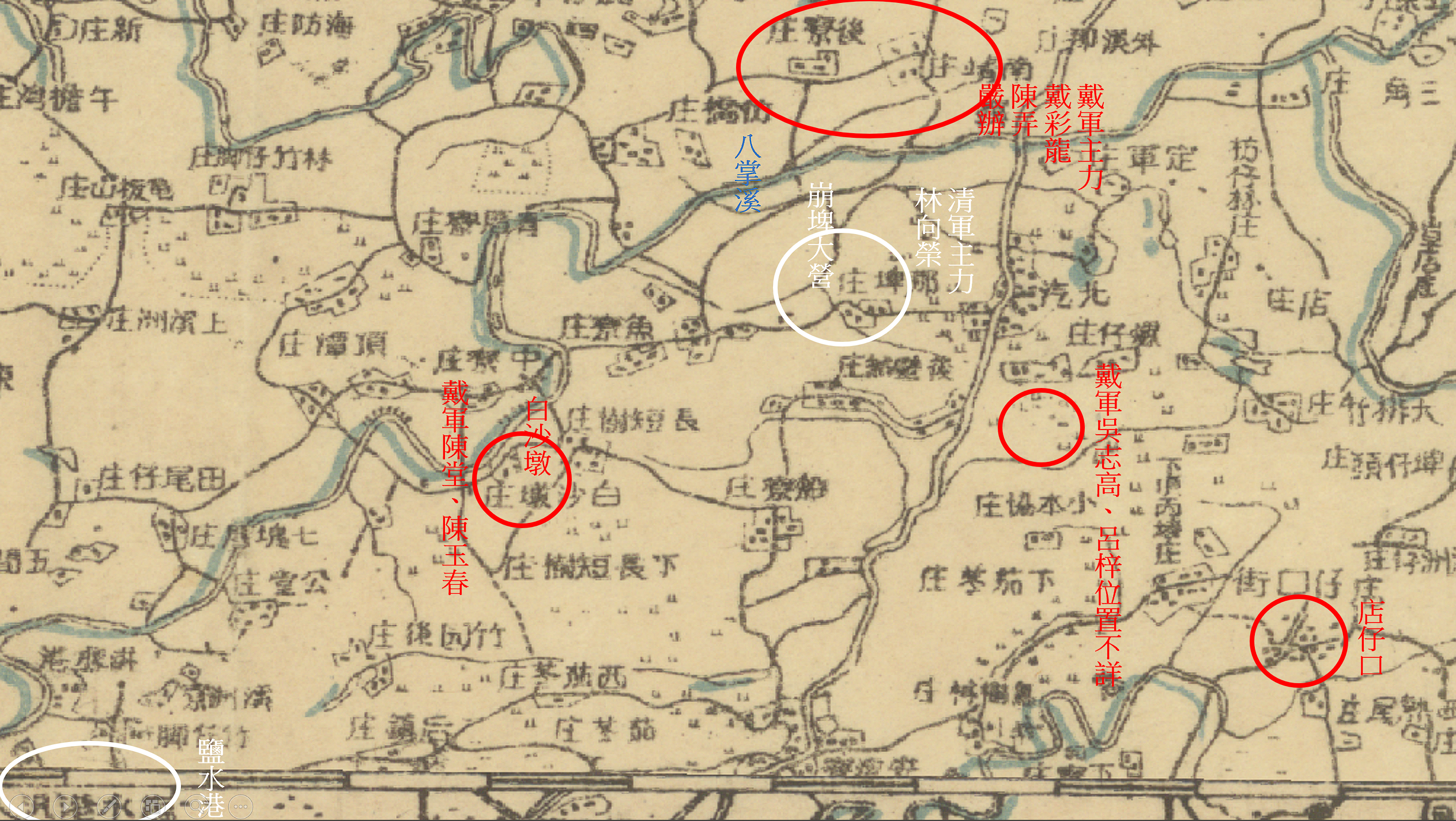
崩埤之戰-四月二十八日情勢圖，紅旗軍奪取了白沙墩，切斷清軍主力與鹽水港之間的糧道。

此時開始下起不停的雨，八掌溪水也開始暴漲，清軍的軍糧都屯在下游的鹽水港。到了二十八日，紅旗軍股首陳堂、陳玉春前來助戰，他們占據了鹽水通往崩埤道路中途的白沙墩，在那裡豎起象徵紅旗軍的紅旗，截斷了清軍往西的主要糧道。得知消息的林向榮又驚又氣，在隔日連忙派兵去爭奪這個據點，但出營的澎湖部隊遭到紅旗軍前後夾擊，損失慘重，甚至許多人被逼退入溪中淹死，此戰澎湖協陣亡的軍官有左營守備蔡安邦、把總周允魁、右營把總李連陞、外委周德榮等人因兵敗落水而亡。
民團林有才連忙率兵來增援，林有才部隊先前因火藥不足，曾向澎湖部隊商借卻被拒絕，現在因火藥不足而敗下陣來，眼見眼看敵軍準備要攻入林有才軍營內，他急智連忙讓大炮埋伏著，待敵人身近後用剩餘的火藥開炮，連發三炮都擊斃敵首，才讓敵軍攻勢受挫而敗下陣來，其餘清軍諸營試圖發起反攻，但因下起大雨而被迫作罷。在得知澎湖部隊覆亡的消息後，林向榮更加憂憤交集，他晚上派出死士夜襲敵寨，殺87人，儘管這讓敵軍氣勢略略受挫，但糧道被斷的缺糧危機並沒有解除。

### 四面包圍
二十九日清軍的敗戰，不僅增強了紅旗軍的氣勢，也讓附近原本猶豫不決的地方首領倒向紅旗軍，位於崩埤西邊的菁寮、南邊的後壁寮也立起象徵反對派的紅旗，這讓崩埤大營附近的聚落全部都投向反叛軍，清軍不僅陷入紅旗軍包圍之中，營內的糧草也因為糧道被斷也快耗盡。從民間歌仔提到後壁寮廖姓領袖把林向榮部隊逼退回崩埤大營，可能暗示清軍為了突破這困局，試圖奪回附近的據點重新打開南面通道，但遭到失敗。紅旗軍主要戰略透過截斷補給線的方式來圍困清軍，佔據崩埤東方據點「大營」的呂梓和店仔口吳志高部隊，又奪得從府城運給清軍營養豐富的軍糧，讓紅旗軍更有體力。加上紅旗軍兵力有著數量的優勢，對清軍來說情勢非常危急。
嘉義城仕紳賴時輝當時不僅幫助守城，聞林向榮的清軍因為糧盡而陷入困局，他還托關係讓上茄冬庄及鄰近村落友人幫忙，接運糧餉，但效果有限。關於清軍糧盡危機，民間歌仔提到清兵不得不偷偷出營，去摘附近田裡的豆子和番薯葉充飢，但此舉被紅旗軍領袖之一嚴辦部隊所阻止，只得狼狽逃回大營中。

### 圍點打援
五月初，台南府城的兵備道洪毓琛收到了前線崩埤戰局不利的消息和求援信，命澎湖協副將陳國銓、參將陳寶山率兵增援，同時為了解救缺糧的清軍主力，還動員駐守在府城的屯番，命千總龔朝俊率領新港屯屯番200名和內攸四社屯番300名，護著軍糧和餉銀北上，解救被切斷糧道的崩埤清軍。屯番被認為比綠營戍兵更具有戰力，因為原住民在於番性勁直不知瞻前顧後，而戍兵多油條會狡計兔脫，自從清廷施行番屯制以來，屯番凡遇軍事無不急公用命。之所以讓讓屯丁參予這次運軍糧和餉銀的重責大任，也是相信屯丁戰力可靠。
五月五日，清軍陳國銓所率的增援和運糧部隊逐漸接近前線，他擔心可能遭到敵人劫掠，先讓龔朝俊500名屯番和額外外委陸晉所率的兵勇200名先行走小路繞道前進，然而陸晉命餉銀分帶在自己士兵身上，使一些士兵開始心生貪念。當清軍陳國銓部隊進軍至崩埤南方六公里處的安溪寮北邊附近，突然遭到紅旗軍將領向朝江（又名番仔溜，又名向趣）率部隊襲擊，清軍陳國銓忙令部隊列陣與敵人接戰，因為紅旗軍得知這支部隊運著輜重、銀餉的消息，蜂擁來搶，使陳國銓的部隊陷入困局。
隨後，陳國銓接到龔朝俊等在後壁寮西的尾厝遇襲，陸晉部下因為貪財，殺了陸晉瓜分餉銀而逃。陳國銓得知消息後非常焦急，揮兵出戰，但遭到紅旗軍從後方攻入，燒焚營中輜重。在敵軍前後夾攻下，參將陳寶山戰死，陳國銓自己也戰敗自刎而亡。清軍丟失了大部分軍糧和餉銀，在戰亂中龔朝俊只得率領殘部邊戰邊退，收攏殘兵敗將退回安溪寮死守。

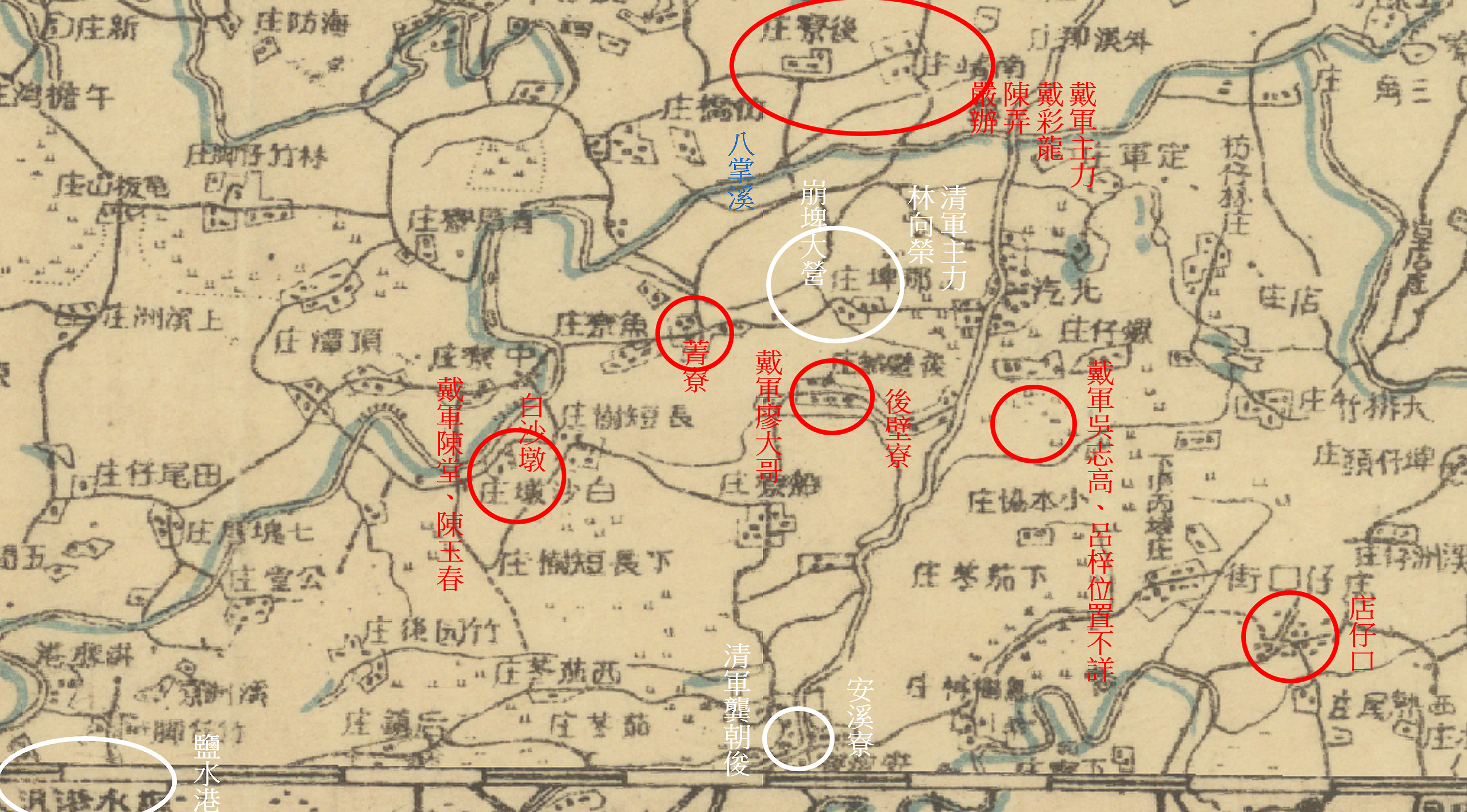
崩埤之戰-五月五日完情勢圖，清軍增援部隊敗入安溪寮，清軍主力在崩埤糧盡援絕。

### 清軍總潰
在崩埤大營的清軍主將林向榮很快從敗退過來的額外外委柯必從收到增援部隊覆沒的消息，這絕望的戰局讓他開始設想布局突圍撤退。
從五月五日開始到七日之間，戰場遭遇颱風下起連夜大雨，溪水不僅暴漲沖入清軍營地，沖走許多士兵和裝備，加上多日斷糧，清軍主將林向榮決定讓士兵南下撤退，他命士兵在夜晚冒雨帶著隨身輕武器出營突圍。紅旗軍發現清軍意圖，在七日一早發動總攻，毫不吹灰就進入崩埤大營，奪得大量清軍軍械和大炮等武器。然而清軍撤退並不順利，在多日飢餓體力耗盡和紅旗軍追擊下，清軍撤退變成總潰散，主將林向榮在南下逃亡過程中士卒四散。據守安溪寮的龔朝俊率兵前去接應，在野外找到他時身邊僅有兩位步卒。
清軍主將林向榮與龔朝俊一同退回安溪寮收整敗兵待救，但因為綿雨讓乾糧、火藥皆濕，在途窮援絕下在五月九日再度退回鹽水港，繼續收攏敗兵。

## 戰後與影響
紅旗軍在這場戰役聲威大震，效忠官府的聚落百姓深怕敵軍來襲而膽跳心驚，如茅港尾當時家家戶戶加強防禦，不僅躲在屋內把門閂牢牢釘死，在外面通道也增設阻礙，以至當地百姓在幾天後的五月十一日大地震時難以逃出而死傷慘重。紅旗軍大勝不僅使八掌溪以南民心動搖，連台灣府城周遭的蕭壠地區陳蓋也立紅旗響應，爆發「陳介反」，危急下臺灣道洪毓琛迅速設計擒殺陳蓋、楊毛等人，穩住當地局勢。

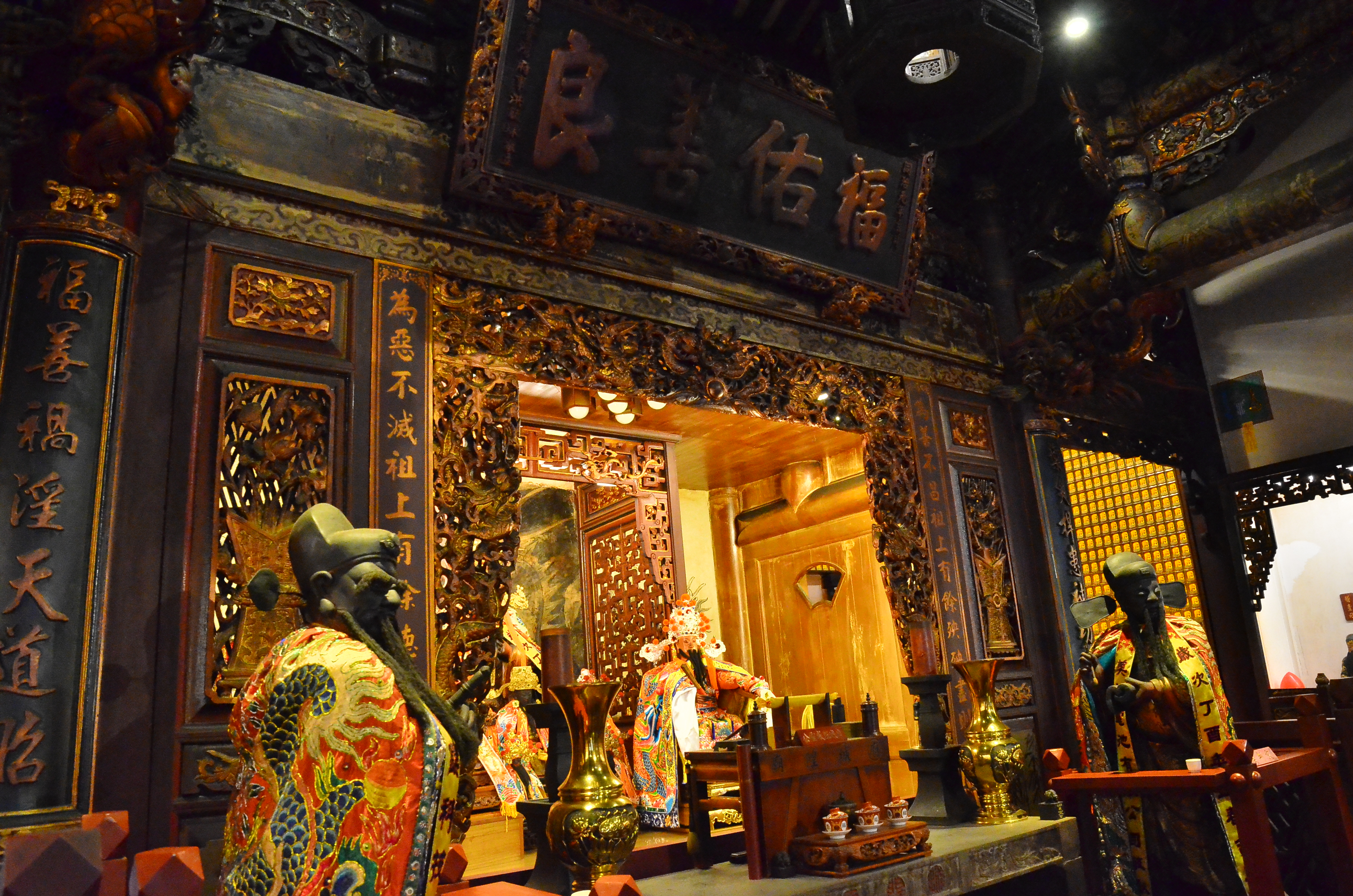
崩埤戰役大敗後，臺灣道洪毓琛力持危局。圖中匾額「福佑善良」為洪毓琛所書，今收藏於臺灣府城隍廟

儘管崩埤戰役大敗使清軍裝備盡失，在後方府城的洪毓琛加緊趕造軍械，源源接濟前線，力持危局。適時林向榮堂弟千總林向日在廈門原籍募親兵五百名到台，五月二十七日府城派遣游擊徐步雲帶著增援部隊來到鹽水港，才讓清軍兵勢逐漸恢復氣勢。
另一方面紅旗軍獲得崩埤戰役大勝，讓紅旗軍諸將開始輕視官兵，只有軍師劉阿屘認為清軍主將林向榮很快就會捲土重來，他認為林向榮前世是「鯨魚精」，他兵敗逃回鹽水是如魚得水，更難克制。崩埤戰役之後，紅旗軍奪得大量清軍軍械，他們並沒有趁勝進攻鹽水或是南下，而是回頭繼續圍攻嘉義縣城。因紅旗軍不擅攻城，內部也因為不合而發生內鬥，久攻不下不僅讓清軍林向榮贏得寶貴的重整時間，還讓原本屬於紅旗軍的地方勢力店仔口吳志高、柳仔林黃豬羔轉投清軍，打通邁向嘉義城的道路，開啟清軍在六月的反攻序章。
崩埤戰役因清軍主力糧道被斷絕而慘遭大敗，這讓清軍主將林向榮心態越趨謹慎，感受到要道周圍地方村落的重要性。也隨著紅旗軍焚燒劫掠泉州裔村庄，引起泉州庄的同仇敵愾，使民變逐步形成漳泉對立，在之後的進軍斗六的計劃中，他試圖招攬泉籍村莊的支持，也派屯番把總段得壽先掃淨周遭的敵對村落，但這些作業導致進軍速度過慢，不僅在戰略上與洪毓琛不合，清廷更下旨指責他「坐耗餉需」、「進兵遲延」，最終在革職的壓力下，林向榮被迫揮淚再度孤軍深入斗六敵境，再一度如同崩埤戰役一樣被紅旗軍切斷補給，最終糧盡兵敗身亡。後世的林豪在《東瀛紀事》一書中，深深為清廷主事官員沒有記取崩埤戰役教訓，並責備林向榮不堅守自己專業的判斷而惋惜。

## 遺留現代

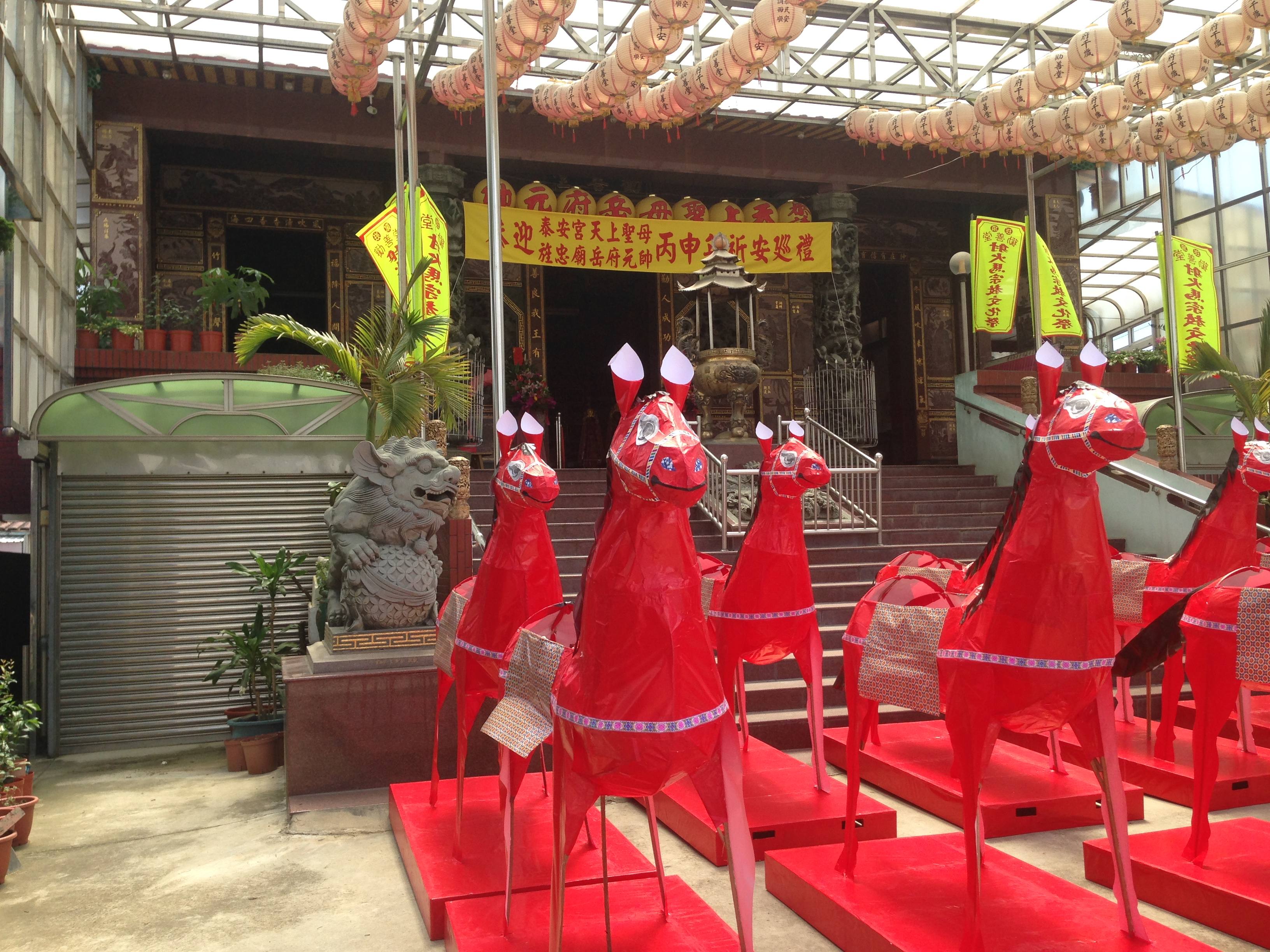
後壁崁頂勸善堂的廟埕火馬

### 後壁崁頂放火馬
在崩埤戰役之中因為官兵在戰場上死傷慘重，戰後當地村落「鷄不啼，狗不吠」，百姓擔心死者甚多，冤魂未散，經請示崩埤戰場鄰近的廟宇崁頂勸善堂的池府千歲，獲得「池王有吃、冤魂也有得吃」的開示，因而在池府千歲聖誕同一天舉行射火馬祭典，以馬形的蜂炮煙火以慰亡靈。然而民間傳說隨時間產生偏差，據1948年當時廟公黃神賜口述，傳說清末欽差官林進押解庫銀途中遭盜賊追搶，官兵暫時在崩埤築土堆避難，當夜颱風來襲，官兵搭乘竹筏流至崁頂岸邊，未料八掌溪一夜改道，被盜賊追困至一處，結果官兵慘遭滅頂。在崁頂聚落西邊的沼澤地是八掌溪舊河道，也是傳說官兵覆滅之地，後來當地的村民在此地進行舉辦射火馬祭典，至今延續已有160多年之久，火馬以竹架與紙紮而成，炮火放置馬腹與馬匹周邊，儀式開始後附身乩童騎上紙紮火馬，馬頭向北，在蜂炮四射後讓火馬陸續燃燒。
關於「後壁崁頂放火馬」的緣由除了崩埤戰役「林進避崩埤」之說外，還有械鬥之說，無論如何「後壁崁頂放火馬」在2020年時被入選為台南市「無形文化資產」，這是全台唯一的民俗文化祭典，每年都吸引文史工作者與背包客前往參加。此戰後，戰場附近的「土虱」多覓食於人頭骨內組織並藏身於內，使得土虱肉質鮮美，在當地留下了「土虱仔肉好呷，但是無許爾濟死人頭殼通好敲」（土虱魚肉好吃，但是沒那麼多死人頭殼可以挖）的地方諺語。

## 註腳
1. ↑  丁鳳珍，〈台語文學參與台灣歷史解說的重要性：以《相龍年一歌詩》《辛酉一歌詩》的研究作例〉，《2005台語文學學術研討會論文集》，第165頁
2. ↑  丁鳳珍，〈台語文學參與台灣歷史解說的重要性：以《相龍年一歌詩》《辛酉一歌詩》的研究作例〉，《2005台語文學學術研討會論文集》，第183頁
3. ↑  連慧珠，〈紅旗白旗反：轉型期的社會衝突〉，《臺灣文獻》，55：4（2004.12），第52頁
4. ↑  丁鳳珍，用誰的語言？解釋啥人的歷史？──「台灣歌仔」與台灣知識份子對「戴潮春抗清事件」論述的比較〉，發表於台東大學語文教育系主辦之「語言人權與語言復振學術研討會」，台東：台東大學，2004年12月18日。
5. ↑  丁鳳珍，《「歌仔冊」中的台灣歷史詮釋：以張丙、戴潮春起義事件敘事歌為研究對象》，東海大學，2005年，第251頁
6. ↑  李朝凱，《數位人文在歷史學研究的應用》〈從地方菁英到豎旗反清──以清代彰化縣戴潮春家族為例〉，第132頁
7. ↑  佚名，《嘉義管內採訪冊》397
8. ↑  卓克華，《從寺廟發現歷史: 臺灣寺廟文獻之解讀與意涵》，第109頁
9. 1 2 3 4 5 6 7 8  臺灣銀行經濟研究室，《臺灣通志（下）》第853頁
10. 1 2  吳德功，《戴案紀略卷上》30
11. 1 2 3  林豪，《東瀛紀事卷上》76
12. 1 2 3 4  蔡青筠，《戴案紀略》31
13. ↑  田啟文，《彰化宿儒吳德功古文研究》，第328頁
14. ↑  許毓良，〈清代臺灣綠營的再析論〉，《臺灣文獻》，56：1（2005.3），62頁
15. ↑  張士仁，《從社會層面觀察十九世紀中葉內地與臺灣之民變－以太平天國之亂與戴潮春事件為例》臺北市立教育大學 2010，第159頁
16. ↑  張士仁，《從社會層面觀察十九世紀中葉內地與臺灣之民變－以太平天國之亂與戴潮春事件為例》臺北市立教育大學 2010，第163頁
17. ↑  許毓良，〈清代臺灣綠營的再析論〉，《臺灣文獻》，56：1（2005.3），69頁
18. ↑  許毓良，〈清代臺灣綠營的再析論〉，《臺灣文獻》，56：1（2005.3），59頁
19. ↑  丁鳳珍，《「歌仔冊」中的台灣歷史詮釋：以張丙、戴潮春起義事件敘事歌為研究對象》，東海大學，2005年，第412頁
20. ↑  陳秋坤，《重修屏東縣志: 人群分類與聚落村莊的發展》，第63頁
21. ↑  黃文博，《南瀛俗諺故事誌》第127頁
22. ↑  陳秋坤，《重修屏東縣志: 人群分類與聚落村莊的發展》，第94頁
23. ↑  許毓良，〈清代臺灣社會用鐵與硝磺考：兼談火器的使用〉，《臺灣文獻》，55：4（2004.12），133頁
24. 1 2  陳有樂，《臺灣合葬墓園的探討-以金湖聚落的萬人塚演變為例》，南華大學，2001年，第291頁
25. ↑  丁鳳珍，《「歌仔冊」中的台灣歷史詮釋：以張丙、戴潮春起義事件敘事歌為研究對象》，東海大學，2005年，第255頁
26. ↑  顔尚文，《嘉義賴家發展史》第42頁
27. ↑  陳添壽，《紀事下茄苳堡 : 臺南府城歷史情懷》，第36頁
28. ↑  石萬壽，《嘉義市史蹟專輯》第49頁
29. ↑  蔡青筠，《戴案紀略》74
30. ↑  施添福，《台灣地名辭書卷7台南縣》，第154頁
31. ↑  張溪南，《南瀛老街誌》，第61頁
32. ↑  丁鳳珍，《「歌仔冊」中的台灣歷史詮釋：以張丙、戴潮春起義事件敘事歌為研究對象》，東海大學，2005年，第257頁
33. ↑  丁鳳珍，《「歌仔冊」中的台灣歷史詮釋：以張丙、戴潮春起義事件敘事歌為研究對象》，東海大學，2005年，第259頁
34. ↑  潘是輝，〈村庄共同体——台灣“聯庄”媽祖廟研究〉《妈祖文化研究》,2019年.03期 第88頁
35. 1 2  顔尚文，《嘉義賴家發展史》第45頁
36. 1 2  丁鳳珍，《「歌仔冊」中的台灣歷史詮釋：以張丙、戴潮春起義事件敘事歌為研究對象》，東海大學，2005年，第260頁
37. ↑  丁曰健，《治臺必告錄》卷八 36
38. ↑  丁鳳珍，《「歌仔冊」中的台灣歷史詮釋：以張丙、戴潮春起義事件敘事歌為研究對象》，東海大學，2005年，第261頁
39. ↑  賴世英.〈賴省齋公行述稿〉：「林鎮軍初次救城，營紮崩坡庄，勢孤糧盡，又值陰雨，公暗通上茄冬庄之人及近鄉者，接運糧餉。」
40. ↑  丁鳳珍，《「歌仔冊」中的台灣歷史詮釋：以張丙、戴潮春起義事件敘事歌為研究對象》，東海大學，2005年，第262頁
41. ↑  連立昌，《福建秘密社會》，第250頁
42. ↑  鄭喜夫，〈清代臺灣「番屯」考〉，《臺灣文獻》27：2，頁111～130；27：3，第59-89頁
43. ↑  吳德功，《戴案紀略卷下》4.12
44. ↑  王雲洲，《清代臺灣北路理番同知研究﹝1766~1888﹞》國立政治大學 2004，第140頁
45. 1 2  蔡青筠，《戴案紀略》40
46. 1 2  丁鳳珍，《「歌仔冊」中的台灣歷史詮釋：以張丙、戴潮春起義事件敘事歌為研究對象》，東海大學，2005年，第263頁
47. ↑  吳德功，《戴案紀略卷下》83
48. 1 2  林豪，《東瀛紀事卷上》77
49. ↑  張溪南，《南瀛老街誌》，第117頁
50. ↑  吳新榮，《吳新榮日記》，1939-01-18
51. ↑  劉還月，《台灣歲時小百科 》第1卷，第325頁
52. ↑  林豪，《東瀛紀事卷上》，31
53. ↑  莊林麗，《清代台灣道、台灣道台與台灣社會》，第261頁
54. ↑  范景鵬，〈清末台灣回族知府洪毓琛與近代台灣建設〉《北方民族大學學報（哲學社會科學版）》2011年第2期，銀川：北方民族大學，2011，第26頁
55. ↑  莊德仁，《顯靈:清代靈異文化之研究-以檔案資料為中心》，第486頁
56. ↑  丁鳳珍，《「歌仔冊」中的台灣歷史詮釋：以張丙、戴潮春起義事件敘事歌為研究對象》，東海大學，2005年，第372頁
57. ↑  王詩琅，《臺灣省通志稿．卷七：人物志，第三冊》，第39頁
58. ↑  黃明雅，《南瀛古厝誌》，第49頁
59. ↑  田啟文，〈吳德功《戴案紀略》初探〉，《漢學研究集刊》，29期 (2019 / 12 / 01) ， 第64頁
60. ↑  莊吉發，《清代台灣會黨史研究》，第190頁
61. ↑  莊林麗，《清代台灣道、台灣道台與台灣社會》，第260頁
62. ↑  佚名，《清實錄同治朝實錄》27卷49
63. ↑  佚名，《清實錄同治朝實錄》27卷51
64. ↑  田啟文，《彰化宿儒吳德功古文研究》，第366頁
65. ↑  林豪，《東瀛紀事卷上》90
66. ↑  田啟文，〈吳德功《戴案紀略》初探〉，《漢學研究集刊》，29期 (2019 / 12 / 01) ， 第71頁
67. ↑  台南市政府新聞及國際關係處新聞傳播科. . 《市府新聞》.   [2023-03-21]. （原始内容存档于2023-03-16） （中文（臺灣））.
68. ↑  黃文博，《後壁香火》第52頁
69. ↑  王涵平. . 《自由時報》.   [2023-03-21]. （原始内容存档于2023-03-16） （中文（臺灣））.
70. ↑  李文生. . 《台灣好新聞》.   [2023-03-21]. （原始内容存档于2023-03-16） （中文（臺灣））.
71. ↑  翁聖權. . 《中華日報》.   [2023-03-21]. （原始内容存档于2023-03-16） （中文（臺灣））.
72. ↑  黃文博，《南瀛俗諺故事誌》第77頁